# سليمان صائغ
سليمان صائغ (1886-1961) هو كاتب ومؤرخ من الموصل.

## ترجمته
ولد القس سليمان صائغ في الموصل عام 1886 في أسرة متوسطة وانخرط في سلك الدين وتدرج في عمله الكنسي حتى أصبح مطراناً، وكان يجيد اللغتين الإنكليزية والفرنسية إلى جانب اجادته اللغة العربية، وكان مولعاً بألادب والتاريخ فأنشأ مجلة النجم الشهرية في الموصل عام 1928، وشجعت هذه المجلة العديد من الأقلام الشابة الجادة فضلاً عن تكريس صفحاتها للدراسات الدينية والتاريخية حتى توقفت عن الصدور عام 1955. الف في التاريخ كتاب (تاريخ الموصل) ويقع في ثلاثة أجزاء، والف رواية (يزداندخت)عام 1935 اما في المسرح فقد الف أربع مسرحيات: مشاهد الفضيلة، الزباء، الأمير الحمداني، يمامة نينوى بين عامي 1930-1948، وترجم مسرحية (هوراس) الكورني. وله العديد من الأعمال الابداعية والدراسات منشورة في المجلات العراقية ولا سيما مجلته النجم مثل قصتيه الطويلتين (على عهد طيباريوس) و(الثبات حتى الموت)، وتوفي عام 1965، ويعد كتابه (تاريخ الموصل) 1928 من أهم المصادر التاريخية التي كتبت عن هذه المدينة العريقة.
يبدأ تعامل سليمان صائغ مع الرواية عندما نشر قصته الطويلة (على عهد طيباريوس) وتدور حول شروق المسيحية، وهي قصة تعليمية وعظية تتفق ووظيفة الكاتب الدينية، ومثلها قصته الطويلة الثانية (الثبات حتى الموت) وهي تحدثنا عن انتشار المسيحية في بلاد ما بين النهرين وفارس وما قاساه المسيحيون من آلام في سبيل عقيدتهم.
كما يعد الصائغ من أبرز كتاب المسرحية التاريخية في العراق واكثرهم إنتاجاً، ولعل معرفته باللغتين الإنكليزية والفرنسية واطلاعه على ادابها، كانت في طليعة العوامل التي زودته بخبرة مسرحية جيدة وقد نشر في مجلته (النجم) حلقات مسلسلة من مسرحياته بين عامي 1930-1838، ثم اخرجها في كتب فنشر (مشاهد الفضيلة)عام 1931 و(الأمير الحمداني) عام 1933 و(الزباء) عام 1933 و(هوراس) عام 1952،اما مسرحية (يمامة نينوى)فلم يكتب لها الظهور الا على خشبة المسرح عام 1947، وتبرز مسرحيات سليمان صائغ كسائر المسرحيات التاريخية الفواجع التي تنتاب العظماء والمصائب التي تحل بهم كمأساة (يوسف الصديق) في مسرحية مشاهد الفضيلة، والمصير المؤلم التي تلقته الزباء ملكة تدمر، وماساة ناصر الدولة الحمداني الذي تآمر عليه أولاده، والنهاية المؤلمة لشميرام (يمامة نينوى) التي قتلت نفسها بعد أن دست السم لزوجها ظناً منها انه يخونها.
وجاء اهتمام سليمان صائغ بالرجال العظام لان حياتهم واخلاقهم توفر الجو لاندلاع الاهواء الكبرى وبالتالي للعمل المسرحي الجيد. وعمله المسرحي اخلاقي يترك أثره في النفس، تنفعل به وتتطهر من اهوائها حيث يغفر يوسف لاخوته، وتموت الزباء مسيحية (كما يوكد بارونيوس المؤرخ الكنسي)، وينقذ حمدان والده ناصر الدولة وخادمة الأمين (حنانا) وتقتل سميراميس نفسها بعد أن تكتشف خطأها وقد أضاف الصائغ القيم الاخلاقية المستوحاة من تاريخ العرب وعاداتهم في العصور التي وقعت فيها احداث مسرحياته، إلى جانب مثل اخلاقية استمدها من عصره، فتوفرت لديه مجالات خصبة فنية في الخلق والموضوع والشخصيات والتحليل.